# Eisenbahnbrücke Głębce
Die Eisenbahnbrücke Głębce (polnisch: Most kolejowy w Wiśle-Głębce) ist eine historische Eisenbahnbrücke der Bahnstrecke Goleszów–Wisła Głębce, die im Stadtteil Głębce von Wisła in den polnischen Schlesischen Beskiden über den Gebirgsbach Łabajów führt.
Das Stahlbetonbogenviadukt wurde 1931–1933 von Stanisław Saski und Tadeusz Mejer gebaut. Es besteht aus sieben Bögen, hat einen Radius von 200 m und ein Gefälle von 23 ‰.
Das Viadukt befindet sich unmittelbar vor dem Bahnhof Wisła Głębce.

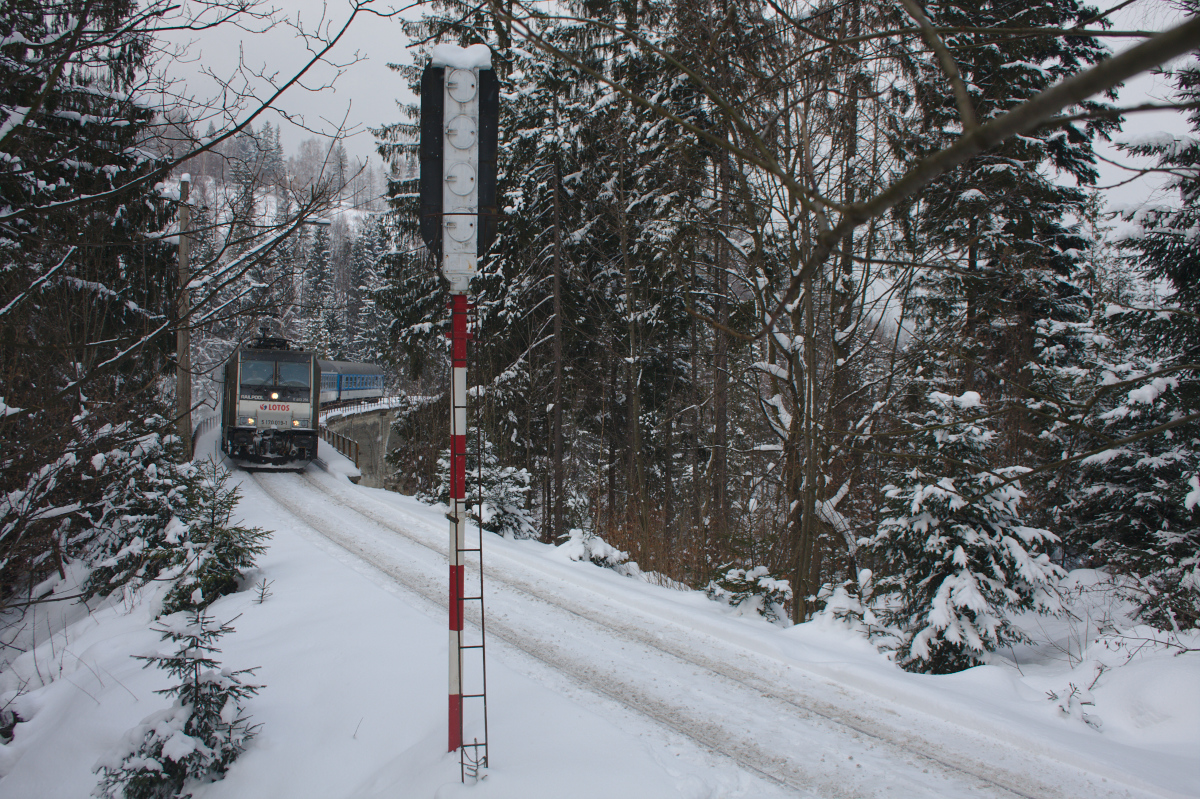
Zug auf der Brücke
Panoramabild der Brücke
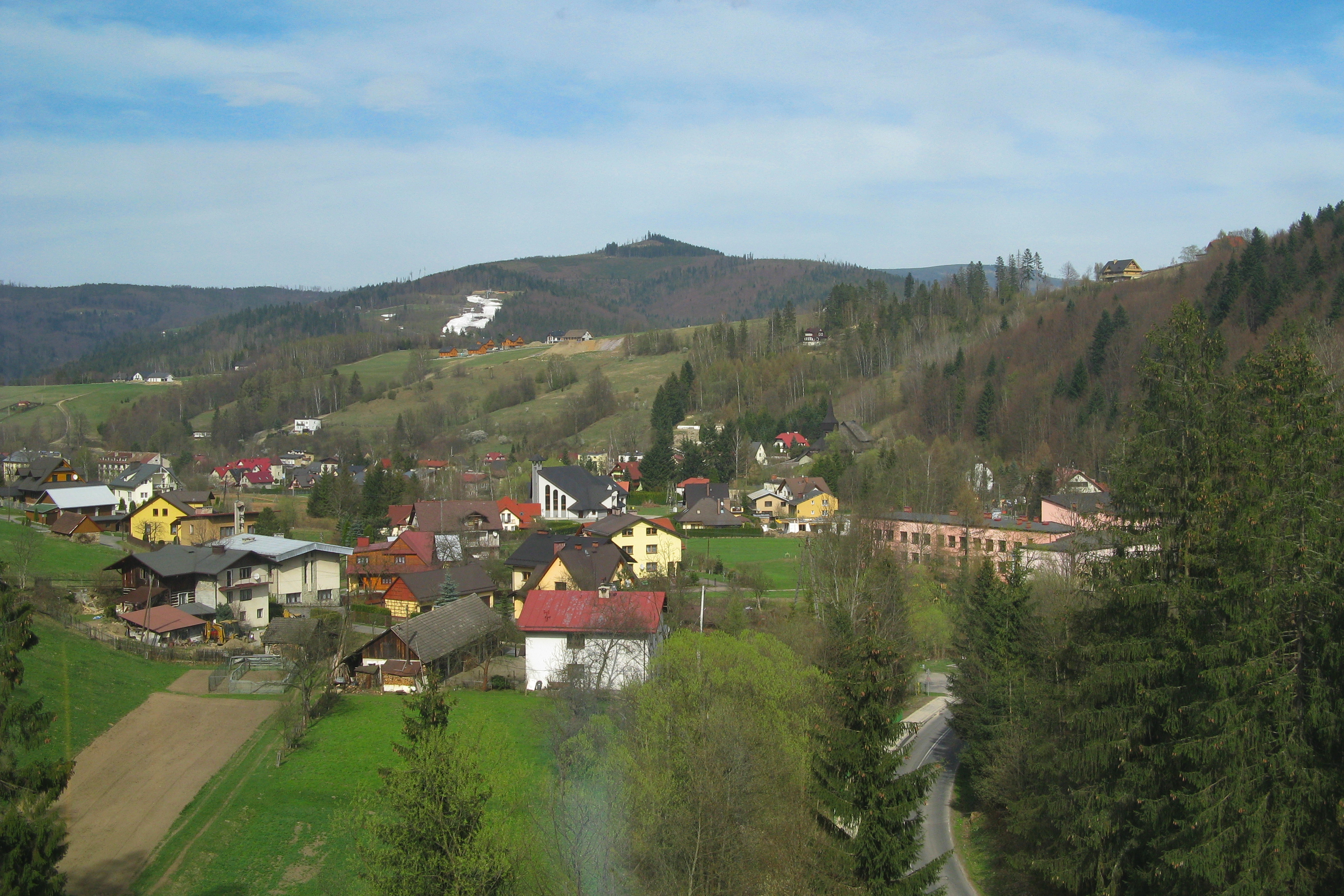
Blick von der Brücke